# Albert Raes
Pour les articles homonymes, voir Raes.
Albert Raes (né à Bruges le 21 février 1932) est administrateur général et directeur de la Sûreté de l'État belge de 1977 à 1990, et consul honoraire du Maroc en Belgique. 

## Biographie
Il est le fils de Firmin Raes, qui fut cadre à 'La Brugeoise' et chef-homme de la Chambre de rhétorique 'De Drie Santinnen'. Il est marié et a deux filles.
Après des humanités classiques au Collège Saint-Louis à Bruges, il obtint son diplôme de docteur en droit à l'Université catholique de Louvain. Il participa activement aux manifestations estudiantines dans le cadre de la 'guerre scolaire'.
En 1955 il organisa à Bruges un grand congrès des  Nouvelles équipes internationales, prédécesseur du Parti populaire européen, précédé d'un congrès de l'Union Internationale des Jeunes Sociaux-Chrétiens. Il fit son service militaire auprès du Premier régiment des Chasseurs à cheval (régiment de blindés) et le termina avec le grade de sous-lieutenant. Il s'inscrivit ensuite en tant que stagiaire auprès du Parquet à Bruges.
Il enchaîna avec des missions au sein de cabinets ministériels, en tant que secrétaire, attaché ou conseiller juridique, auprès des ministres Albert De Gryse (PTT), Arthur Gilson (Intérieur), André Dequae (Finances), Pierre Wigny (Justice) et Paul-Willem Segers (Défense). Au cours de cette période il fut nommé dans la magistrature, en tant que substitut du procureur du roi, à Courtrai et ensuite à Bruges. 

## Sûreté de l'État
Il entra au service de la Sûreté de l'État en 1965. En 1969 il fut nommé adjoint de l'administrateur-général de la Sûreté belge, et lui succéda en 1977, fonction qu'il remplît jusqu'en 1990. 
Sous sa direction les services belges de la Sûreté sont actifs dans le combat contre les forces qualifiées de subversives, entre autres:
- Les actions contre les services d'espionnage du pacte de Varsovie, plus particulièrement des services le l'Union soviétique, très actifs dans le pays où siègent l'OTAN, le SHAPE et la Commission européenne. Au cours des années soixante-dix et quatre-vingt plus de 50 officiers de renseignement et leurs réseaux ou filières furent neutralisés par les voies diplomatiques ou judiciaires.
- Des terroristes de l'IRA furent démasqués et poursuivis. L'affaire la plus en vue fut celle de l'ex "Father" Patrick Ryan qui, étonnamment, fut extradé par un juge belge, vers l'Irlande et non vers le Royaume-Uni.
- Des cellules terroristes syriennes, actives en Belgique, furent démantelées.
- Pour la première fois en Europe, des terroristes basques et des trafiquants d'armes de l'ETA furent extradés par le gouvernement belge vers l'Espagne.
- Le groupe terroriste palestinien Abou Nidal reçut en guise de butin de la part de la marine libyenne, le petit navire de contrebande Silco', avec son équipage formé par cinq membres de la famille belge Houtekint-Cats. La sûreté belge, en étroite collaboration avec d'autres services de renseignement parvint à rapatrier les otages.

De 1977 à 1990 Raes fut le doyen du Club de Berne, réunion périodique des chefs d'une douzaine de services de renseignement européens, y compris la Suisse, dont il fut le cofondateur en 1970. Ces réunions permettaient la mise en commun confidentielle d'informations sur des dossiers sensibles.

## Fonctions honorifiques
- Albert Raes a été administrateur du Carnegie Hero Fund.
- En 2000 il fut nommé consul honoraire du Maroc, avec jurisdiction sur le territoire de la région flamande. De 2001 à 2011 il fut vice-président du corps consulaire en Flandre Occidentale.

Il est membre de la Fraternelle des agents parachutistes belges 1940-1945.

## Distinctions honorifiques
- Commandeur de l'Ordre de Léopold (Belgique)
- Commandeur de l'Ordre de la Couronne (Belgique)

- Grand Cordon de l'Ordre du Ouissam El Alaouite (Maroc)
- Grand Cordon de l'Ordre du Mérite (Espagne)
- Grand Officier de l'Ordre du Lion de Finlande (Finlande)
- Grand Officier de l'Ordre d'Isabelle la Catholique (Espagne)
- Grand Officier de l'Ordre du Mérite de la République italienne (Italie)
- Grand Officier de l'Ordre de l'Infant Dom Henri (Portugal)
- Grand Officier de l'Ordre du Phénix (Grèce)
- Commandeur de la Légion d'honneur (France)
- Commandeur de l'Ordre royal de l'Étoile polaire (Suède)
- Commandeur de l'Ordre d'Orange-Nassau (Pays-Bas)
- Commandeur de l'Ordre du Trésor sacré (Japon)
- Commandeur de l'Ordre du Mérite de la République fédérale d'Allemagne (Allemagne)

## Littérature
- Belgische Senaat, Parlementaire onderzoekscommissie privé-milities, 1981
- Walter DE BOCK, e.a., Extreem-rechts en de Staat, EPO, Berchem, 1981
- René HAQUIN, Operatie Staatsveiligheid. De Staatsveiligheid en de WNP, EPO, Berchem, 1984
- Kamer van volksvertegenwoordigers, Parlementaire onderzoekscommissie Banditisme, 1990
- Belgische Senaat, Parlementaire onderzoekscommissie Gladio, 1991
- Hugo GIJSELS, Netwerk Gladio, Kritak, Leuven, 1991
- Jean GOL, Librement, Didier Hatier, Brussel, 1992.
- Christian CARPENTIER & Frédéric MOSER, Albert Raes, le patron, in: La Sûreté de l'État. Histoire d'une déstabilisation, Ottignies, Quorum, 1993.
- Kamer van volksvertegenwoordigers, Parlementaire onderzoekscommissie Bende van Nijvel, 1997
- Pierre PEAN, Manipulations africaines - Qui sont les vrais coupables de l'attentat contre le vol UTA 772?, Parijs, Plon, 2001
- Daniele GANSER, NATO's Secret Armies, Operation Gladio and Terrorism in Western Europe, London, Frank Cass, 2004.
- P. PONSAERS, M. COOLS, K. DASSEN, R. LIBERT, De Staatsveiligheid: essays over 175 jaar Veiligheid van de Staat, uitg. Politeia, 2005
- Kenneth LASOEN, Geheim België. De geschiedenis van de inlichtingendiensten 1830-2020, Tielt, Lannoo, 2020.